# Most Ha'penny
Most Ha'penny (irsko Droichead na Leathphingine ali Droichead na Life), poznan  kot Penny Ha'penny bridge, uradno ime je  Liffey Bridge, je ločni most za pešce, zgrajen maja 1816 čez reko Liffey v Dublinu na Irskem.  Most je iz litega železa. Naredili so ga v mestu Shropshire v Angliji. 

## Ime
Prvotno se je imenoval Wellingtonov most (po v Dublinu rojenem vojvodi Wellingtonu), nato most čez reko Liffey (Liffey Bridge, irsko Droichead na Life), ki je danes uradno ime mostu, čeprav se najbolj pogosto imenuje most Ha'penny.

## Zgodovina
Pred gradnjo mostu Ha'penny je čez reko vozilo sedem brodov, ki jih je upravljal William Walsh. Bili so v zelo slabem stanju in Walsh je bil obveščen, da jih mora popraviti ali zgraditi most. Walsh se je odločil za drugo možnost in dobil pravico, da od vsakogar, ki ga prestopi, dobi ha'penny (pol penija) mostnine naslednjih 100 let.
Sprva mostnina ni bila povezana s stroški gradnje, temveč s stroški, ki so jih zaračunavali brodarji, ki jih je zamenjal. Nadaljnji pogoj gradnje je bila zaveza, da ga bodo brez stroškov odstranili, če bosta prvo leto most in mostnina motila meščane Dublina..
Mostnina je bila sčasoma povečana na penny-ha'penny (en peni in pol), vendar je bila leta 1919 znižana. Zaradi pobiranja mostnine so bili na obeh koncih mostu nameščeni vrtljivi križi.
Gradnjo mostu je naročil takratni župan Dublina John Claudius Beresford podjetju Coalbrookdale v Angliji. Uporabljena je bila ruda, ki je bila izkopana v grofiji Leitrim v hribu Sliabh a Iarainn, mostni nosilci iz litega železa so bili izdelani v 18 odsekih in nato odpeljani v Dublin. Oblikovanje in montažo je nadziral John Windsor, eden od vodij podjetja in oblikovalec.

## Obnova in vzdrževanje
Leta 2001 je 27.000 pešcev dnevno uporabljalo most in glede na to je raziskava pokazala, da je potrebna prenova. Most je bil zaradi popravila in prenove ponovno odprt decembra 2001 v svoji prvotni beli barvi.
Struktura je bila obnovljena tako, da je ohranila veliko svojih starih komponent, čeprav so bili nekateri elementi odstranjeni. Popravila sta opravila Harland in Wolff. 
Leta 2012 je dublinski mestni svet z mostu Ha'penny in bližnjega mostu Millennium zaradi vzdrževanja in povzročanja škode odstranil številne ljubezenske ključavnice in prosil ljudi, naj jih ne pripenjajo več. Leta 2013 je svet z mosta odstranil več kot 300 kg ključavnic in dodal oznake s prošnjami, naj ljudje ne obešajo ključavnic na most. 
19. maja 2016 je bila 200-letnica mostu, kar so proslavili s simboličnim sprevodom, ki ga je vodil sedanji župan Críone Ní Dhálaigh, potomec J. C. Beresforda in Johna Windsorja iz Anglije.